# Ratonero Palmero
Ratonero Palmero es una raza de perros de las  Canarias, que se encuentran especialmente en la isla La Palma y Tenerife.

## Historia
En los siglos XVIII y XIX, los comerciantes ingleses que desarrollaron su comercio de frutas y verduras en las Islas Canarias trajeron consigo sus propios terriers a las islas, que se mezclaron con razas autóctonas y se convirtieron en una raza terrier independiente a lo largo de los siglos. El Ratonero Palmero es una raza pequeña y elegante Ratonero que estaba casi en peligro de extinción. Cuando se contaron los perros gravados en La Palma en 1976, 425 perros solo contaban 87 Ratoneros Palmeros.
Desde 2017, gracias al esfuerzo de "Andrés Rodríguez Leal", presidente de la asociación de criadores, hay de nuevo más de 200 perros en La Palma y también en Tenerife.

## Descripción
Como todos los demás ratoneros españoles, el Ratonero de las Islas Canarias es un excelente cazador de ratas y ratones entre otros. Se mantiene en las plantaciones de plátanos y almacenes para el control de roedores. Los ejemplares de la raza son de carácter vivo y alegre aunque con rasgos de inquietud, nerviosos, valientes, atrevidos y con coraje, siendo sociables al trato humano, fieles y agradecidos a su dueño, cariñosos. En las labores de defensa y guarda actúan con energía y ahínco, pendientes de todo lo que les rodea. En reposo, son pacíficos, confiados y seguros de sí mismos. Cuando están en alerta su mirada es fija y penetrante.
Actualmente su función principal como perro de compañía, no enturbia su aptitud tradicional, que sigue siendo la de cazador de roedores, lagartos u otras alimañas, también se continúa utilizando como auxiliar del Podenco Canario en cacerías. Por último, mencionar que tradicionalmente se le ha usado como perro de “aviso”, por su pequeño tamaño, inquietud y avispamiento, dando la voz de alarma cuando algo o alguien extraño se acerca a la propiedad del amo, manteniendo alerta de esta manera al perro grande de guardia y defensa (Presa canario o Pastor garafiano) que tenga por compañero.
El Ratonero Palmero es relativamente pequeño y los machos tienen una alzada a la cruz en torno a los 34 cm (rangos entre 29 y 38) y las hembras de 31 (rangos de 29 a 35). De peso ronda entre los 5 y los 9 kg. Para las hembras, entre 4 y 7 kg.
El Ratonero Palmero siempre muestran una tonalidad de base blanca, manifestando la mayoría de ejemplares un parcheado en negro o leonado. El primero puede presentar marcas “fuego” y el segundo varía desde el color arena claro al rojo intenso.
Los Ratoneros Palmeros tienen una cabeza redondeada y proporcionada con respecto al resto del cuerpo, poco destacada.